# María Luisa Peón
Maria Luisa Peón Pérez (Torrelavega, Cantabria, 19 de mayo de 1966) es una política y abogada española. Fue primera teniente de alcalde del Ayuntamiento de Torrelavega entre 2011 y 2014.

## Biografía
Es hija de Roberto Peón, uno de los fundadores de Alianza Popular de Torrelavega y concejal de la primera legislatura democrática en 1978. Licenciada en Derecho por la Universidad de Cantabria en 1989. En 1985, cuando cumplió 19 años, se afilió a AP, el germen del posterior PP. En el ámbito privado, ejerció como responsable del departamento de Atención al Cliente de Santander de Cable (ONO) de 1994 a 1997, año en el que solicitó excedencia por su dedicación a la política.
Desde 1990, ha desempeñado diversos cargos públicos en el ámbito municipal y autonómico. Ese mismo año fue elegida concejala en el Ayuntamiento de Torrelavega labor que ha desempeñado ininterrumpidamente hasta la actualidad y ejerció de primera teniente de alcalde desde el 11 de junio de 2011 hasta la moción de censura que desalojó del poder a Ildefonso Calderón en enero de 2014.
Anteriormente, de 1997 al 2003 fue la primera directora general de la Mujer del Gobierno de Cantabria y de 2003 a 2007 diputada del Grupo Popular en el Parlamento de Cantabria y portavoz en materia de Mujer y Medio Ambiente. 
Miembro del Comité Ejecutivo Regional del Partido Popular de Cantabria y del Cómite de Dirección desde 1993 ha desempeñado diversos cargos orgánicos a nivel regional como vocal, coordinadora de Acción Social entre 2008 y 2012 y desde el XI Congreso Regional celebrado en 2012 coordinadora de Estudios y Programas de la formación política.
También desde enero de 2010 es la presidenta de la Junta Local del PP de Torrelavega, cargo que desempeñó años atrás. 
El 10 de abril de 2014 se hace pública la lista electoral del PP en las próximas Elecciones al Parlamento Europeo de 2014 encabezada por el ministro de Agricultura, Alimentación y Medio Ambiente Miguel Arias Cañete y con el vicesecretario de Estudios y Programas del partido, Esteban González Pons como número dos, en la que Peón ocupa el puesto 24. Finalmente, no obtiene escaño.
En las elecciones de 2015, resulta elegida de nuevo concejala en el Ayuntamiento de Torrelavega formando parte de la oposición municipal.
| Predecesor: Aurelio Ruiz Toca  | Primera teniente de alcalde del Ayuntamiento de Torrelavega 2011-2014 | Sucesor: Pedro García Carmona. |
| Predecesor: Luis Carlos Albalá | Presidenta de la Junta Local del PP de Torrelavega 2010-actualidad    | Sucesor: En el cargo           |
| Predecesor: Nueva creación     | Directora general de la Mujer del Gobierno de Cantabria 1997-2003     | Sucesor: Ana Isabel Méndez.    |